# 밭쥐속
밭쥐속(Microtus)은 쥐상과 비단털쥐과에 속하는 설치류 속의 하나이다. 북아메리카와 유럽 그리고 아시아 북부 지역에서 발견된다. 이 속의 이름은 작은 귀를 의미한다. 62종을 포함하고 있다. 풀이 무성한 지역에서 산다. 작은 귀와 다리, 꼬리를 가진 통통한 설치류이다.

## 하위 종
| - 섬밭쥐 (M. abbreviatus) - 짧은꼬리밭쥐 (M. agrestis) - 아나톨리아밭쥐 (M. anatolicus) - 유라시아밭쥐 (M. arvalis) - 바바리아소나무밭쥐 (M. bavaricus) - 칼라브리아소나무밭쥐 (M. brachycercus) - 해변밭쥐 (M. breweri) - 카브레라밭쥐 (M. cabrerae) - 캘리포니아밭쥐 (M. californicus) - 회색꼬리밭쥐 (M. canicaudus) - 바위밭쥐 (M. chrotorrhinus) - 클라크밭쥐 (M. clarkei) - 다게스탄소나무밭쥐 (M. daghestanicus) - 도그라마시밭쥐 (M. dogramacii) - 지중해소나무밭쥐 (M. duodecimcostatus) - 에보르스크밭쥐 (M. evoronensis) - 펠튼밭쥐 (M. felteni) - 갈밭쥐 (M. fortis) - 제르베밭쥐 (M. gerbei) - 좁은머리밭쥐 (M. gregalis) - 과테말라밭쥐 (M. guatemalensis) | - 귄터밭쥐 (M. guentheri) - 톈산밭쥐 (M. ilaeus) - 페르시아밭쥐 (M. irani) - 타이완밭쥐 (M. kikuchii) - 남부밭쥐 (M. levis) - 리히텐슈타인소나무밭쥐 (M. liechtensteini) - 호수밭쥐 (M. limnophilus) - 긴꼬리밭쥐 (M. longicaudus) - 루시타니아소나무밭쥐 (M. lusitanicus) - 메이저소나무밭쥐 (M. majori) - 막시모비치밭쥐 (M. maximowiczii) - 멕시코밭쥐 (M. mexicanus) - 미덴도르프밭쥐 (M. middendorffi) - 우는밭쥐 (M. miurus) - 몽골밭쥐 (M. mongolicus) - 저산대밭쥐 (M. montanus) - 일본밭쥐 (M. montebelli) - 무이스크밭쥐 (M. mujanensis) - 고산소나무밭쥐 (M. multiplex) - 타라분디밭쥐 (M. oaxacensis) - 프레리들쥐 (M. ochrogaster) | - 툰드라밭쥐 (M. oeconomus) - 오레곤초원쥐 (M. oregoni) - 코페트다그소나무밭쥐 (M. paradoxus) - 아메리카밭쥐 (M. pennsylvanicus) - 삼림밭쥐 (M. pinetorum) - 카즈빈밭쥐 (M. qazvinensis) - 할라파소나무밭쥐 (M. quasiater) - 북아메리카물밭쥐 (M. richardsoni) - 사할린밭쥐 (M. sachalinensis) - 사비소나무밭쥐 (M. savii) - 스켈코프니코프소나무밭쥐 (M. schelkovnikovi) - 쉬들로프스키밭쥐 (M. schidlovskii) - 군거밭쥐 (M. socialis) - 유럽소나무밭쥐 (M. subterraneus) - 타트리소나무밭쥐 (M. tatricus) - 토마스소나무밭쥐 (M. thomasi) - 타운센드밭쥐 (M. townsendii) - 카스피해횡단밭쥐 (M. transcaspicus) - 젬포알테펙밭쥐 (M. umbrosus) - 타이가밭쥐 (M. xanthognathus) |